# Leonard Meredith
Lewis Leon Meredith (2 de febrero de 1882-27 de enero de 1930) fue un deportista británico que compitió en ciclismo en las modalidades de pista y ruta.
Participó en tres Juegos Olímpicos de Verano entre los años 1908 y 1920, obteniendo dos medallas, oro en Londres 1908 (pista) y plata en Estocolmo 1912 (ruta). Ganó siete medallas de oro en el Campeonato Mundial de Ciclismo en Pista entre los años 1904 y 1913.

## Medallero internacional
| Juegos Olímpicos   | Juegos Olímpicos       | Juegos Olímpicos | Juegos Olímpicos        |
| Año                | Lugar                  | Medalla          | Competición             |
| ------------------ | ---------------------- | ---------------- | ----------------------- |
| 1908               | Londres (Reino Unido)  | Medalla de oro   | Persecución por equipos |
| Campeonato Mundial |                        |                  |                         |
| Año                | Lugar                  | Medalla          | Competición             |
| 1904               | Londres (Reino Unido)  | Medalla de oro   | Medio fondo (A)         |
| 1905               | Amberes (Bélgica)      | Medalla de oro   | Medio fondo (A)         |
| 1907               | París (Francia)        | Medalla de oro   | Medio fondo (A)         |
| 1908               | Leipzig (Alemania)     | Medalla de oro   | Medio fondo (A)         |
| 1909               | Copenhague (Dinamarca) | Medalla de oro   | Medio fondo (A)         |
| 1911               | Roma (Italia)          | Medalla de oro   | Medio fondo (A)         |
| 1913               | Berlín (Alemania)      | Medalla de oro   | Medio fondo (A)         |

| Juegos Olímpicos | Juegos Olímpicos   | Juegos Olímpicos | Juegos Olímpicos         |
| Año              | Lugar              | Medalla          | Competición              |
| ---------------- | ------------------ | ---------------- | ------------------------ |
| 1912             | Estocolmo (Suecia) | Medalla de plata | Contrarreloj por equipos |